# سانتا ريتا دي جاكوتينجا
سانتا ريتا دي جاكوتينجا بلدية في ولاية ميناس جيرايس في المنطقة الجنوبية الشرقية من البرازيل.